# Langelot contre 6
Langelot contre six, ou (couverture) Langelot contre 6, est le neuvième roman de la série Langelot, écrite par le Lieutenant X (pseudonyme de Vladimir Volkoff). Ce roman, qui est à la fois un roman d'espionnage, un roman policier et un roman d'aventures, a été édité pour la première fois en 1968 dans la bibliothèque verte, où il porte le numéro 372.

## Personnages principaux
- Langelot : orphelin, agent du Service National d'Information Fonctionnelle (SNIF), 18 ans, blond, 1,68 m, mince, traits menus mais durs.
- Capitaine Montferrand : chef de la section Protection du SNIF, 45 ans, cheveux gris-fer coupés en brosse. Il intervient très peu dans l'épisode.
- Butch Rodgers (Américain).
- Virginia Reynolds (Britannique).
- Oleg Kabanov (Russe).
- Edelraut Wolflocher (Allemande).
- Lina Canova (Italienne).
- Ramon Herrera (Espagnol).
- Sou (Chinois).
- M. Chevrette, président de l’Association des Jeunes de bonne volonté.

## Résumé
Alors que la France présente le dernier cri de sa technologie en matière de laser à l'exposition internationale Avenir du Monde au bord du lac Léman, l’Association mondiale des jeunes de bonne volonté a proposé à plusieurs nations d'envoyer un de leurs représentants de bonne volonté pour renforcer la protection de l'exposition, récemment frappée d'une série de petits attentats ou d'accidents sans gravité. Sept pays ont envoyé un « jeune de bonne volonté ». Le représentant de la France est Langelot qui, agissant dans le cadre de l'opération Sainte-Nitouche, utilise la couverture donnée depuis son entrée au SNIF, celle d'« Auguste Pichenet ».
Dès la première réunion des sept jeunes gens, Langelot acquiert la conviction que ses six autres « collègues » sont aussi des agents secrets envoyés par leurs gouvernements respectifs. Constatant que ces six personnes évitent soigneusement de mettre en avant tout talent en matière de renseignement, il décide de faire l'inverse : il se présente comme étant un sergent du Deuxième Bureau de l'État-major.
Langelot commence son enquête pour découvrir si l'un de ses collègues est le saboteur. Des indices divergents accusent plusieurs d'entre eux. D'autres indices suspects semblent avoir été laissés dans le but de tromper tout enquêteur et de l'orienter vers une fausse piste.
Lorsque le pavillon français de l'Exposition internationale subit un gigantesque incendie, le laser est détruit dans le sinistre. Langelot fait le point, analyse les données qu'il a collectées ou observées et réfléchit. 
Il identifie la machination mise en place et confond l'auteur de celle-ci.

## Publications
- 1968 - Hachette, Bibliothèque verte (français, version originale). Illustré par Maurice Paulin.
- 1974 - Hachette, Bibliothèque verte. Illustré par Maurice Paulin.
- 1980 - Hachette, Bibliothèque verte. Illustrateur de couverture inconnu.
- 1995 - Hachette, Bibliothèque verte. Illustré par Pierre-Olivier Vincent.

## Remarques autour du roman
- Lors d'un entrainement au tir, un officier de police, Monsieur Duchesne, explique le tir instinctif aux participants. Il déclare que « le désir conduit la balle ». C'était également la devise du colonel Moriol dans Langelot agent secret.